# القیرشان
ال قیرشان یک منطقهٔ مسکونی در عربستان سعودی است که در استان مکه واقع شده‌است.